# Enfermedad de Norrie
La enfermedad de Norrie es un raro trastorno genético ligado al cromosoma X que afecta principalmente a los ojos y casi siempre conduce a la ceguera. Además de los síntomas oculares congénitos, algunos pacientes sufren una pérdida progresiva de la audición sobre todo a partir de su segunda década de vida, mientras que otros afectados pueden tener problemas mentales.
Los pacientes con la enfermedad de Norrie pueden desarrollar cataratas y leucocoria, junto con otras cuestiones de desarrollo en el ojo, tales como contracción del globo ocular y el desgaste del iris.

## Historia
En 1961, la oftalmóloga danesa Mette Warburg informó de siete casos diferentes de una enfermedad hereditaria degenerativa en una misma familia  a lo largo de siete generaciones. El primer miembro de la familia estudiado a fondo fue un niño de doce meses de edad. En un examen del niño con tres meses, se observó que era normal, excepto por su cristalino que parecía ser opaco y sus iris que se estaban deteriorando. El área detrás de su cristalino estaba lleno de una masa amarillenta en crecimiento. Cinco meses más tarde, su ojo izquierdo fue retirado debido a la sospecha de retinoblastoma, un tumor maligno de retina. Un estudio histológico mostró una masa necrótico-hemorrágica en la cámara posterior, rodeado de tejido glial indiferenciado. Su diagnóstico incluyó un pseudotumor de retina, la hiperplasia de la retina, cuerpo ciliar y epitelio pigmentado del iris, hipoplasia y necrosis de la capa interna de la retina, cataratas, y ptisis bulbi, lo que significa que su ojo se eliminó porque el médico sospechaba de un tumor, aunque con el examen se supo que se trataba de un defecto del desarrollo que conducía a la malformación de las partes internas del ojo. Debido a que el ojo no era funcional, comenzó la necrosis celular, con lo que el globo ocular comenzó a disminuir debido a su disfunción (ptisis bulbi). En esta familia danesa, cinco de las siete personas afectadas desarrollaron una sordera profunda más tarde en su vida. Además, en cuatro de las siete, se determinó una capacidad mental baja. Tras esto, Warburg investigó publicaciones de diferentes categorías médicas, descubriendo 48 casos similares que asoció también a esta enfermedad. Ella sugirió entonces el nombre de esta enfermedad en honor a otro oftalmólogo danés famoso, Gordon Norrie (1855-1941), cirujano del Instituto Danés para los Ciegos durante 35 años y reconocido en gran medida por su trabajo con los ciegos.

## Epidemiología
La enfermedad afecta casi exclusivamente a bebés de sexo masculino al nacer o poco después del parto, debido a que es una enfermedad hereditaria recesiva ligada al cromosoma X. Sólo en casos muy excepcionales han sido diagnosticadas mujeres con esta enfermedad. El número de incidencia exacta se desconoce, siendo unos 300 los casos registrados hasta ahora. Es un trastorno muy raro que no está asociado con ningún grupo étnico o racial.

## Etiopatogenia

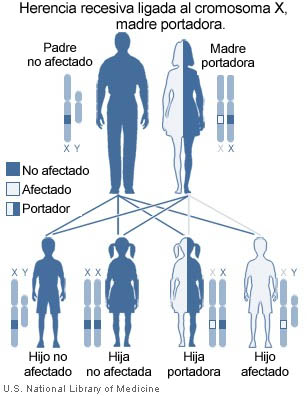

La enfermedad de Norrie es un trastorno genético causado por mutaciones en el gen NDP, cuya localización es Xp11.4 (GenID: 4693). La enfermedad se hereda de manera recesiva ligada al cromosoma X, por lo general desde uno de sus padres, lo que significa que casi todos los afectados son varones. Sin embargo, los hijos de hombres afectados no tendrán la mutación, mientras que todas sus hijas serán portadoras genéticas de esta, sin síntomas clínicos normalmente pero heredando la mutación el 50% de su descendencia. Lo mismo ocurre con hijas de madre portadora. La única manera de que las hembras desarrollen la enfermedad es que sus dos copias del gen DNP se vean mutadas teniendo ambos padres la mutación o una mutación somática espontánea. Las portadoras se podrían ver afectadas por la inactivación de su cromosoma X con la secuencia correcta.
Sin embargo, a lo largo de la historia, ha habido pocos casos donde las mujeres han mostrado síntomas asociados con la enfermedad de Norrie, como las anomalías de retina y pérdida de audición leve.

### El gen NDP
Una mutación en el gen NDP  causa la enfermedad de Norrie. El nombre oficial del gen es "enfermedad de Norrie -pseudoglioma" y sus siglas en inglés determinan el símbolo oficial (gen NDP). La función normal del gen NDP es producir las instrucciones para crear una proteína de 133 aminoácidos llamada Norrina,  la cual se cree esencial para el desarrollo normal del ojo, en la especialización de las células de la retina y en el establecimiento de un suministro de sangre al oído interno y a los tejidos de la retina. El papel de la Norrina en la especialización de las células de la retina, interferido por la mutación del NDP, da lugar a una acumulación de células inmaduras de la retina en la parte posterior del ojo. Cuando se ve afectada la función de la Norrina en el establecimiento de los vasos sanguíneos del ojo, el suministro se interrumpe, produciendo la necrosis de todos los tejidos oculares.
La Norrina no sólo es importante en el desarrollo del ojo. La intervención de la Norrina en el riego del oído interno explica la sordera asociada al síndrome. La mutación del NDP puede afectar a otros sistemas del cuerpo también. Los problemas más graves son causados por deleciones cromosómicas en la región del gen NDP, afectando a otros genes cercanos del cromosoma como en los genes de la monoamino oxidasa (MAOA y MAOB). Cuando la mutación consiste en un solo aminoácido de la Norrina, los efectos son menos generalizados y graves. Sin embargo, la ubicación y el tipo de mutación del NDP no necesariamente determinan el grado de severidad de la enfermedad, ya que diferentes signos clínicos se han detectado en portadores de la misma mutación. Por lo tanto, la participación de otros genes modificadores es muy probable. Por otra parte, si ciertos aminoácidos importantes estructuralmente se han cambiado (por ejemplo, las cisteínas que forman la supuesta nodo cistina) los resultados clínicos son más graves.

## Cuadro clínico

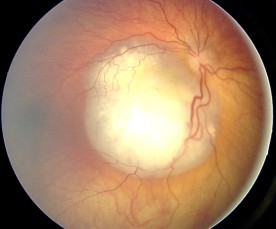
Leucocoria: fondo de ojo manchado de blanco por un retinoblastoma.

Los síntomas más destacados de la enfermedad de Norrie son oculares. El primer hallazgo visible es la leucocoria, un reflejo amarillo grisáceo pupilar que se origina en una masa de tejido no organizado detrás de la pupila. Este material, asociado ya posiblemente a un desprendimiento de retina, puede confundirse con un tumor, motivo por el cual se denomina pseudoglioma. Sin embargo, un bebé afectado puede tener un globo ocular de tamaño normal y poco visible el iris, cámara anterior, córnea y presión intraocular.
Durante los primeros meses de vida, se desarrolla un total o parcial desprendimiento de retina. A partir del nacimiento y durante la infancia, el paciente puede tener cambios progresivos en la enfermedad. Estas progresiones incluyen la formación de cataratas, el deterioro del iris con adherencias que se forman entre el iris y el cristalino o la córnea, y el cambio profundidad de la cámara anterior que aumenta la presión intraocular pudiendo llegar a ser dolorosa. A medida que la situación empeora, hay opacificación corneal, y queratopatía en banda. La presión intraocular se pierde y se reduce el globo ocular. En la última etapa de la enfermedad de Norrie, los globos aparecen pequeños y hundidos (ptisis bulbi) y la córnea parece tener un aspecto lechoso.  
La enfermedad de Norrie también puede tener síntomas cognitivos y conductuales. Alrededor de un 30-50% de los varones afectados tendrán retraso en el desarrollo y/o retraso mental, síntomas psicóticos, descoordinación de movimientos o alteraciones del comportamiento.  
Los síntomas auditivos suelen ser comunes en la enfermedad de Norrie La mayoría de los pacientes nacen con audición normal, sin embargo, es muy común el inicio de la pérdida de audición en la adolescencia temprana o incluso en la niñez. La pérdida temprana de la audición es neurosensorial, suave y asimétrica. Durante la adolescencia, comienza a aparecer la pérdida de audición de frecuencias altas, para terminar siendo severa, simétrica y de amplio espectro a la edad de 35 años. Sin embargo, los estudios muestran que si bien la pérdida de la audición se deteriora, la capacidad de hablar correctamente apenas se ve afectada.  La lenta progresión de la pérdida de la audición es más problemático para adaptarse que la ceguera congénita para la mayoría de pacientes.  Se estima que alrededor del 15% de los afectados desarrollará todos los síntomas de la enfermedad.

## Diagnóstico
La enfermedad de Norrie y otras enfermedades relacionadas con el NDP son diagnosticadas con la combinación de hallazgos clínicos y estudios genéticos moleculares. 
El diagnóstico clínico se basa en resultados oculares. Norrie se diagnostica cuando se hallan masas fibrovasculares amarillo-grisáceas que se encuentran detrás del ojo desde el momento del nacimiento hasta los tres meses. Los médicos también estudian la progresión de la enfermedad desde los tres meses de edad a los ocho o diez años, entre las que se incluyen cataratas, atrofia de iris, pérdida de profundidad de la cámara anterior y disminución del globo ocular. En este punto, la visión queda deteriorada hasta solo poseer una ligera percepción, o incluso ninguna.
El análisis genético molecular además de ser utilizado en un diagnóstico inicial, se emplea para confirmar las pruebas diagnósticas, para la prueba de portador en mujeres, el diagnóstico prenatal  y el diagnóstico genético preimplantacional. 
Hay tres tipos de pruebas clínicas de genética molecular. En aproximadamente el 85% de hombres, las mutaciones de mal sentido y de empalme del gen NDP, así como deleciones parciales o totales del gen, se detectan mediante análisis de secuencias. El análisis de deleción/duplicación puede ser utilizado para detectar el 15% de las mutaciones que son deleciones submicroscópicas y también usada en las pruebas de mujeres portadoras. La prueba a la que se puede recurrir en último término es el análisis de ligamiento, que se utiliza cuando las dos primeras no están disponibles. El análisis de ligamiento también se recomienda para aquellas familias que tienen más de un miembro afectado por la enfermedad.